# 내셔널리그 챔피언십
내셔널리그는 내셔널리그의 우승팀을 가리는 토너먼트 대회이다. 2003년 내셔널리그가 설립된 후 현재까지 해마다 열리고 있다.

## 역대 챔피언십 진출 클럽

### 전후기리그 + 챔피언 결정전
정규시즌을 전기리그와 후기리그 두개의 리그로 운영한 다음 각 리그의 우승 팀들만 챔피언 결정전에 진출하는 방식이다.
| 횟수 | 시즌 | 전기리그 우승            | 후기리그 우승        |
| ---- | ---- | ------------------------ | -------------------- |
| 1    | 2003 | 김포 국민은행 축구단     | 이천 상무            |
| 2    | 2004 | 고양 국민은행 축구단     | 강릉시청 축구단      |
| 3    | 2005 | 수원시청 축구단          | 인천 코레일 축구단   |
| 4    | 2006 | 고양 국민은행 축구단     | 김포 할렐루야 축구단 |
| 5    | 2007 | 울산 현대미포조선 돌고래 | 수원시청 축구단      |

### 단일리그 + 4강 플레이오프 + 챔피언 결정전
정규시즌을 단일리그로 운영하여 리그1위부터 4위까지 순위를 정한다. 이렇게 리그 순위를 토대로 1위팀과 3위팀, 2위팀과 4위팀이 플레이오프를 통해 승자를 가리고 그 승자끼리 챔피언 결정전을 치르는 방식이다.
| 횟수 | 시즌 | 리그1위           | 리그2위         | 리그3위         | 리그4위             |
| ---- | ---- | ----------------- | --------------- | --------------- | ------------------- |
| 6    | 2008 | 울산 현대미포조선 | 수원시청 축구단 | 강릉시청 축구단 | 부산교통공사 축구단 |
| 7    | 2009 | 창원시청          | 수원시청 축구단 | 강릉시청 축구단 | 김해시청 축구단     |

### 전후기리그 + 4강 플레이오프 + 챔피언 결정전
정규시즌을 전기리그와 후기리그 두개의 리그로 운영해서 각 리그 우승 팀과 이 팀들을 제외한 전후기 통합 승점 1위팀과 2위팀이 각각 4강 플레이오프를 치른다. 이렇게 4강 플레이오프통해 승자를 가린 후 이 팀들이 다시 챔피언 결정전을 치르는 방식이다.
| 횟수 | 시즌 | 전기리그 우승       | 후기리그 우승   | 전후기통합승점 1위     | 전후기통합승점 2위 |
| ---- | ---- | ------------------- | --------------- | ---------------------- | ------------------ |
| 8    | 2010 | 대전 한국수력원자력 | 강릉시청 축구단 | 고양 KB국민은행 축구단 | 수원시청 축구단    |

### 단일리그 + 6강 플레이오프 + 챔피언 결정전
정규시즌을 하나의 단일리그로 운영하여 리그 1위부터 6위까지 순위를 정한 다음 리그 1위는 챔피언 결정전에 직행하고 3위팀과 6위팀 그리고 4위팀과 5위팀이 6강 플레이오프를 하여 승자를 가린다. 승자들끼리 다시 한번 준플레이오프를 거쳐서 2위팀과 플레이오프를 치른다. 여기서 승자가 챔피언 결정전에 직행해 있는 1위팀과 다시 한번 격돌하는 방식이다.
| 횟수 | 시즌 | 리그1위                  | 리그2위                  | 리그3위         | 리그4위             | 리그5위            | 리그6위            |
| ---- | ---- | ------------------------ | ------------------------ | --------------- | ------------------- | ------------------ | ------------------ |
| 9    | 2011 | 울산 현대미포조선 돌고래 | 고양 KB국민은행 축구단   | 강릉시청 축구단 | 부산교통공사 축구단 | 창원시청 축구단    | 인천 코레일 축구단 |
| 10   | 2012 | 고양 KB국민은행 축구단   | 울산 현대미포조선 돌고래 | 강릉시청 축구단 | 창원시청 축구단     | 인천 코레일 축구단 | 용인시청 축구단    |

### 단일리그 + 4강 플레이오프 + 챔피언 결정전
정규시즌을 단일리그로 운영하여 리그1위부터 4위까지 순위를 정한다. 이렇게 리그 순위를 토대로 3위팀과 4위팀이 준플레이오프를 통해 승자를 가리고 승자가 다시 2위팀과 플레이오프를 통해 다시 한번 승자를 가려서 1위팀과 챔피언 결정전을 치르는 방식이다.
| 횟수 | 시즌 | 리그1위            | 리그2위            | 리그3위             | 리그4위             |
| ---- | ---- | ------------------ | ------------------ | ------------------- | ------------------- |
| 11   | 2013 | 울산 현대미포조선  | 인천 코레일 축구단 | 창원시청 축구단     | 경주 한국수력원자력 |
| 12   | 2014 | 대전 코레일 축구단 | 울산 현대미포조선  | 경주 한국수력원자력 | 강릉시청 축구단     |
| 13   | 2015 | 울산 현대미포조선  | 창원시청 축구단    | 경주 한국수력원자력 | 목포시청 축구단     |

## 같이 보기
- 내셔널리그 (대한민국)
- K리그 챔피언십